# Văn Giáo
Văn Giáo là một xã thuộc thị xã Tịnh Biên, tỉnh An Giang, Việt Nam.

## Địa lý
Xã Văn Giáo nằm ở phía Đông thị xã Tịnh Biên, có vị trí địa lý:
- Phía đông giáp thành phố Châu Đốc và huyện Châu Phú
- Phía tây giáp xã An Cư
- Phía nam giáp xã Vĩnh Trung
- Phía bắc giáp các phường Thới Sơn và An Phú.

Xã Văn Giáo có diện tích 27,13 km², dân số năm 2019 là 6.259 người, mật độ dân số đạt 231 người/km².

## Hành chính
Xã Văn Giáo được chi thành 4 ấp: Đây Cà Hom, Mằng Rò, Srây Skốth, Văn Trà.

## Lịch sử
Trước đây, Văn Giáo là một xã thuộc huyện Tịnh Biên.
Ngày 25 tháng 4 năm 1979, Hội đồng Chính phủ ban hành Quyết định 181-CP. Theo đó, đổi tên xã Văn Giáo thành xã Thới Thuận. Thời điểm này, xã thuộc huyện Bảy Núi, sau đó thuộc huyện Tịnh Biên.
Ngày 28 tháng 10 năm 1993, đổi lại tên xã Thới Thuận thành xã Văn Giáo.
Ngày 10 tháng 4 năm 2023, thị xã Tịnh Biên được thành lập, xã Văn Giáo thuộc thị xã Tịnh Biên như hiện nay.

## Du lịch
- Rừng tràm Trà Sư